# Mayu Ishikawa
Mayu Ishikawa (石川真佑?, Ishikawa Mayu; Okazaki, 14 maggio 2000) è una pallavolista giapponese, schiacciatrice dell'AGIL.

## Biografia
Suo fratello Yūki è anch'egli un giocatore di pallavolo.

## Carriera

### Club
La carriera di Mayu Ishikawa inizia nella squadra scolastica del Shimokitazawa Seitoku. A metà stagione 2018-19 esordisce nella V.League Division 1 con le Toray Arrows, a cui resta legata per quattro annate, aggiudicandosi due Torneo Kurowashiki, premiata nell'edizione 2019 come miglior esordiente ed entrando a far parte del sestetto ideale.
Nella stagione 2023-24 viene ingaggiata dalla squadra italiana del Firenze, in Serie A1, dove resta anche nella stagione seguente, ma indossando la casacca dell'AGIL con cui vince la Coppa CEV.

### Nazionale
Viene convocata nel 2017 nella nazionale giapponese under 18 con cui vince la medaglia d'oro al campionato continentale, mentre nel 2019 fa parte della selezione Under-20, vincitrice dell'oro al campionato mondiale, dove è premiata come miglior schiacciatrice e miglior giocatrice.
Nel 2019 ottiene le prime convocazioni nella nazionale maggiore: nello stesso anno conquista l'oro al campionato asiatico e oceaniano, riconosciuta anche in questo caso come miglior schiacciatrice e MVP. Nel 2023 mette al collo la medaglia di bronzo alla Coppa del Mondo mentre l'anno successivo è la volta dell'argento alla Volleyball Nations League.

## Palmarès

### Club
- Torneo Kurowashiki: 2

2019, 2022
- Coppa CEV: 1

2024-25

### Nazionale (competizioni minori)
- Campionato asiatico e oceaniano Under-18 2017
- Campionato mondiale Under-20 2019

### Premi individuali
- 2019 - Torneo Kurowashiki: Miglior esordiente
- 2019 - Torneo Kurowashiki: Sestetto ideale
- 2019 - Campionato mondiale Under-20 2019: MVP
- 2019 - Campionato mondiale Under-20 2019: Miglior schiacciatrice
- 2019 - Campionato asiatico e oceaniano: MVP
- 2019 - Campionato asiatico e oceaniano: Miglior schiacciatrice